# Margreeth Chr. de Jong
Margaretha Christina (Margreeth) de Jong (1961) is een Nederlands organist, componist en muziekpedagoog.

## Loopbaan
Van kinds af aan lag het hart van De Jong bij het kerkorgel. In 1986 behaalde ze haar graden Kerkmuziek, Docerend Musicus orgel en Uitvoerend Musicus orgel aan het Rotterdams Conservatorium. Op grond van haar uitzonderlijke hoge waardering - ze kreeg een 10 - ontving ze tot driemaal toe een buitenlandse studiebeurs. Ze studeerde vervolgens in Zwitserland bij Guy Bovet aan de Musikhochschule in Bazel en in Parijs aan de Schola Cantorum de Paris bij de blinde organist en componist  Jean Langlais en voornamelijk bij diens vrouw Marie-Louise Jaquet-Langlais.
De Jong is werkzaam in Middelburg als kerkmusicus van de Nieuwe Kerk (sinds 2001) en als organist van de Waalse kerk. Sinds 2005 is ze docent aan het University College Roosevelt. In 2014 werd ze door het college van burgemeester en wethouders aangesteld tot stadsorganist van Middelburg. Ze heeft voor orgel, koor, piano, orgel en solozang, orgel met verschillende instrumenten en voor strijkorkest geschreven. Haar composities zijn uitgegeven in Nederland, Duitsland, Zwitserland en in de USA.

## Waardering
Ze behaalde aan de Schola Cantorum in 1988 de Prix de Virtuosité. Op het U.F.A.M.-orgelconcours in Parijs en het César Franck-concours in Haarlem behaalde ze in hetzelfde jaar een eerste prijs. In 1994 werd ze in Frankrijk voor haar bijdrage aan de Franse orgelcultuur onderscheiden met een zilveren medaille door de Société Académique "Arts - Sciences - Lettres". In 2012 werd ze benoemd tot Ridder in de Orde van Oranje Nassau.